# Pilar Errázuriz
Ana María del Pilar Errázuriz Vidal (Santiago, 18 de febrero de 1948 - 24 de febrero de 2018) fue una psicóloga y psicoanalista feminista chilena, académica de la Universidad de Chile.

## Biografía
Entre 1965 y 1968 realizó estudios de Periodismo en la Universidad de Chile, aprobando cinco semestres.
Decide viajar a Francia en 1968 e ingresa a la Facultad de Ciencias Humanas de la Universidad de París V, donde estudia la carrera de Psicología. En 1973 obtiene el título profesional con la maitrise de cuatro certificados: Psicología General y Comparada de orientación psicoanalítica, Estudios de Psicología y Fisiología, Economía Política y Social, y Psicología Diferencial de Género.
Entre los años 1978 a 1981, en San José de Costa Rica, trabajó con profesionales de la salud mental en el Hospital Psiquiátrico de la Seguridad Social, en una investigación en técnicas grupales psico-dramáticas como posible terapia para la psicosis crónica adulta, lo que fue objeto de una publicación en una revista de circulación interna. Impartió asimismo formación teórica psicoanalítica y de psicología clínica a Psicólogos y psiquiatras en formación, como sustento teórico de la terapia grupal e individual que realizó con cámara oculta (Cámara de Gesell).
Durante su estancia en este país, el Gobierno la contrató para rediseñar el Programa de inserción para menores infractores, así como para formación de profesionales en el área de la salud mental.
De regreso a Europa, se instala en Madrid, en 1982. Se une al grupo de psicoanalistas argentinos que se habían asilado políticamente en España, discípulos de Mimí Langer, Enrique Pichon-Rivière y Arminda Aberastury, y continúa así su formación psicoanalítica que comenzara en París. Profundiza, entonces, su formación como terapeuta grupal con los doctores Kesselman y Aguilar, integrando en su práctica clínica las teorías de Didier Anzieu, Wilfred Bion, Siegmund Heinrich Foulkes, Heinz Kohut, y Pichón-Rivière.
En Madrid, desde 1982, ejerce como terapeuta de niños, adolescentes y adultos en terapia individual y grupal hasta 2001. Paralelamente, instaura junto a la psicóloga Margarita Lorea un seminario permanente de supervisión y formación de psicólogos infantiles y de profesores y profesoras que funcionará 10 años. El Ministerio de Educación de España, en plena transición, le solicita un documento sobre Educación de la Infancia que redacta con la pedagoga Lilia Martin.
En 1986 es aceptada como miembro en ejercicio de la International Association of Group Psychotherapy (I.A.G.P.)
En esa misma época, junto a un grupo de psicoanalistas dedicadas a los estudios de género coordinado por la doctora Emilce Dio Bleichmar, la práctica clínica de Errázuriz acogerá los nuevos estudios de Mabel Burin, Irene Meler, Martha Rosenberg y otras terapeutas feministas argentinas.
Regresa a Chile el 2001 como profesora invitada de la Universidad de Chile y a partir del 2004 es aceptada como profesora de planta, en el Magíster de Género y Cultura, mención Humanidades y en el Diploma en Estudios de Género de la Facultad de Filosofía de la Universidad de Chile. La psicóloga introduce en la malla del Magíster los cursos de "Psicoanálisis y Género" y "Construcción de la subjetividad femenina".
En proyectos de investigación académica ha introducido métodos cualitativos de psicoanálisis modificados desde las teorías de género, tales como la técnica de grupo operativo y el test de apercepción temática, construyendo para su evaluación de indicadores de género.
El 2009 termina el Doctorado en Estudios de Mujer y Género de la Universidad de Valladolid, España, con la tesis “La misoginia romántica y su influencia en la construcción de subjetividad en las mujeres modernas”, bajo la tutoría de Alicia Puleo. Se convierte así en la primera doctora en Estudios de Género de Chile.[cita requerida]
Ese mismo año es nombrada Directora del Centro de Estudios de Género y Cultura en América Latina (CEGECAL) de la Facultad de Filosofía y Humanidades de la Universidad de Chile.

## Obra
- El rol del maestro. Escuela de Enseñanza Especial Profesora Marta Saborío, Alajuela, Costa Rica, 1979.
- (Errázuriz, Pilar; Pereira, Walter) La psicomotricidad y expresión corporal espontánea como terapia. Escuela de Enseñanza Especial Profesora Marta Saborío, Alajuela, Costa Rica, 1980.
- Programa de reeducación para menores. Ministerio de Justicia, Costa Rica, 1980.
- (Errázuriz, Pilar; Martin, Lilia) Aprender jugando. Preparación para la lectura y escritura. Editorial Cincel, S.A. Madrid, 1985 (declarado material didáctico complementario y de consulta para la educación chilena, resolución N.º 124 de la Contraloría General de la República en 1986)
- (Errázuriz, Pilar; Martin, Lilia) La escuela infantil, un lugar de encuentro. Editorial Síntesis, Madrid, 1989.
- (Errázuriz, Pilar; Rosón, Leticia; Obligado, María) Acentos. Editorial Trivium, Madrid, 2000.
- Filigranas Feministas, Psicoanálisis, Memoria y Arte. Santiago de Chile: Editorial Libros de la Elipse, 2006. ISBN 956-7117-29-2
- Psicología Social y género: construcción de espacios a salvo para mujeres. Santiago de Chile: Editorial Libros de la Elipse, 2006. ISBN 956-7117-58-2
- Misoginia romántica, psicoanálisis y subjetividad femenina. Zaragoza: Prensas Universitarias de Zaragoza, 2012. ISBN 9788415538288.[12]
- Au Sud du Sud. Psychanalyse et genre. (Pilar Errázuriz, comp.) Centre d'Etudes de Genre et Culture en Amérique Latine (CEGECAL). París, 2016. Santiago de Chile, 2017.[13][7][14]